# Tomás Downey
Tomás Downey (Buenos Aires, 1984) es un escritor, guionista de cine, traductor y docente argentino. Considerado uno de los escritores más destacados de su generación, su obra, compuesta por tres libros de cuentos, discurre entre el género fantástico y el terror, además de que atraviesa lo siniestro y lo sobrenatural.
En el año 2015, obtuvo el primer premio del Fondo Nacional de las Artes, y, en el 2017, el del primer concurso de cuentos de la Fundación María Elena Walsh.

## Biografía

### Primeros años y formación
Tomás Downey nació en el año 1984 en la ciudad de Buenos Aires, Argentina. Egresó de la Escuela Nacional de Experimentación y Realización Cinematográfica como guionista, donde se desempeñó como docente y coordinó talleres de escritura. Participó en antologías y publicó relatos y artículos en medios gráficos de la Argentina, Uruguay, Colombia, Costa Rica, España y Estados Unidos, entre otros.

### Trayectoria literaria
En el 2013, Downey obtuvo el primer premio del Fondo Nacional de las Artes por su primer libro, la colección de cuentos Acá el tiempo es otra cosa, que resultó finalista del Premio Hispanoamericano de Cuento Gabriel García Márquez y que fue publicado en el 2015. En el 2017, publicó su segundo libro de relatos, El lugar donde mueren los pájaros, que lo hizo obtener una mención especial en el Premio Nacional de Cuento.
En el 2019, resultó ganador del primer premio de la primera edición del concurso de cuentos de la Fundación María Elena Walsh. En el 2021, publicó su tercer libro de cuentos, Flores que se abren de noche.

## Influencias
Downey nombró al «realismo sucio» de Raymond Carver y su «forma elíptica de narrar» como una de sus influencias más importantes. Además, afirmó haber leído, en el tiempo que escribió sus primeros textos, a los autores argentinos Samanta Schweblin, Mariana Enríquez, Federico Falco y Luciano Lamberti.

## Obra

### Cuento
- Acá el tiempo es otra cosa (2015, Interzona)
- El lugar donde mueren los pájaros (2017, Fiordo)
- Flores que se abren de noche (2021, Fiordo)

## Premios
- 2013: primer premio del Fondo Nacional de las Artes por Acá el tiempo es otra cosa.[2]
- 2017: primer concurso de cuentos de la Fundación María Elena Walsh.[4]